# Lübecker Schachverein von 1873
Der Lübecker Schachverein von 1873 e. V. gehört zu den ältesten Schachvereinen in Deutschland.

## Anfänge des Vereins
Im Eröffnungsjahr des Vorläufers der Deutschen Schachzeitung findet sich 1846 neben anderen, heute gleichfalls vergessenen Meldungen auch die Notation einer Fernpartie zwischen Lübeck und Leipzig, die die Hansestädter mit den schwarzen Figuren in 42 Zügen gewannen – keine hochklassige Partie, aber das erste Zeichen eines Schachlebens in Lübeck. Dabei blieb es allerdings auch bis 1873. Im Zuge der Reichsgründung entstand der erste und damit älteste Schachverein Schleswig-Holsteins – eben der Lübecker Schachverein. Treibende Kraft war der Redakteur der Eisenbahnerzeitung Ed. Vater der Schriftstellerin Ida Boy-Ed und, so sagt man, ein enger Freund von Emanuel Geibel. In den Anfangsjahren kann man kaum davon sprechen, dass der Schachverein eine Atmosphäre des sportlichen Wettbewerbs kultivierte. Es war eher eine Ansammlung seriöser, bürgerlicher Honoratioren. Und so verwundert es auch nicht, dass die Chronik aus diesen Tagen nicht die sportliche Stärke vermeldete, sondern es für wichtiger erachtete, ob es sich bei dem jeweiligen Spieler um einen Konsul, Oberlehrer oder Apotheker handelte. Schach als honorige Freizeitbeschäftigung stand eindeutig vor Schach als Sport, und daran sollte sich in den ersten Jahrzehnten auch nicht viel ändern. Nur sporadisch wurden Wettkämpfe mit Vereinen aus dem Umland ausgetragen. 1886 traf man sich mit „dem Kieler Verein“ zu einem von den Zeitgenossen so bezeichneten „Massenwettkampf“ in Plön (also im preußischen „Ausland“), den die Lübecker mit 9:7 gewannen. Das blieb bis auf weiteres auch der letzte Erfolg über die neu gegründete Kieler Schachgesellschaft, die sich anschickte, für viele Jahrzehnte die Vorherrschaft unangefochten zu behaupten. Zum 50. Jubiläum hatte der Verein 1923 immerhin für jedes Lebensjahr ein Mitglied aufzuweisen. An seiner Sozialstruktur hatte sich allerdings nur wenig geändert.
Seinen sicheren Instinkt in finanziellen Dingen zeigte der Verein, als er im Jahr 1922 eine bedeutende Spende nicht etwa in eine Immobilie steckte, sondern Schatzanleihen kaufte. Im Jubiläumsjahr betrug der Mitgliedsbeitrag zwar 300.000 Reichsmark, aber der Verein war durch die Inflation trotzdem pleite. In der Nacht Palmarum 1942 verbrannten mit dem Hotel, in dem sich das Spiellokal befand, auch das gesamte reiche Archiv des Vereins, seine Bibliothek und sein Spielmaterial.

## Neuanfang nach 1945
Nachdem im Jahr 1945 der Mitgliederbestand des LSV auf ein gutes Dutzend geschmolzen war, übernahm mit Dr. Hans Steen ein energischer neuer Vorsitzender die Leitung des Vereins und bald auch die des Landesschachverbandes Schleswig-Holstein.
Neue Spieler konnten gewonnen werden, teils Heimkehrer, teils von den Kriegswirren verschlagene Neu-Hansestädter wie den Baltendeutschen Fricis Cinovskis, der sich noch bis weit in die 1970er Jahre erfolgreich in der 1. Mannschaft behauptete.
In den 1950er Jahren begann der langsame Wandel in einen modern strukturierten Sportverein. Der Verein verjüngte sich, und der Erfolg blieb nicht aus. In Lübeck sicherte man sich die Vorrangstellung und auch im Land gehörte man bald zu den führenden Klubs. In den 60ern wurde der Blick über die Landesgrenzen hinaus gesteckt. Mehrfach wurde der Landesmeistertitel errungen, wiederholt nahm der Verein an Deutschen Meisterschaften teil und auch internationale Erfolge waren zu verbuchen, wie die Siege bei den Kopenhagener Mannschaftsturnieren von 1969 und 1971. Die Jugendarbeit führte zu ersten Resultaten, als Andreas Longwitz und Lutz Klibor auf deutscher und europäischer Ebene zu Spitzenspielern aufstiegen.

## Krise zu Beginn der 1970er Jahre
Aufgrund interner Querelen konnte an diese Erfolge in den frühen 1970er Jahren nicht angeknüpft werden, die erste Mannschaft fiel auseinander. Erst die neue Vereinsführung setzte wieder konsequent auf Jugendarbeit, die nach einigen Jahren Früchte tragen sollte. 1976 richtete der Verein die Deutsche Jugendmeisterschaft aus, bei der auch der damals 16-jährige Ulrich Sieg – bis heute eine feste Größe des Vereins- mit einem Mittelplatz überzeugte.

## Aufstieg in die 2. Bundesliga
Im Jahr 1980 begann der Erfolg der neu formierten Herrenmannschaft: Dem Aufstieg in die damalige ungeteilte Regionalliga Nord, folgte in der Saison darauf ein weiterer in die 2. Bundesliga. Seitdem hat der Verein seine Vorrangstellung in Schleswig-Holstein behaupten können, wozu auch zahlreiche Landesmeistertitel in den verschiedenen Sparten beitrugen. So gewannen Spieler des LSV insgesamt zehn Einzelmeistertitel sowie zahlreiche Blitzschach- und Pokalmeisterschaften.

## Deutscher Meister 2001–2003
Im Jahre 1999 gelang der Aufstieg in die höchste deutsche Schach-Liga, der 1. Bundesliga, mit über 100 Großmeistern eine der stärksten Mannschaftsmeisterschaften weltweit. Da mit Ausnahme der Russen Garri Kasparow und Wladimir Kramnik die Weltspitze fast komplett in den Bundesliga-Mannschaften vertreten war, konnte dieses Ziel nur mit Sponsorenunterstützung erreicht werden.
Die erste Bundesligasaison führte den LSV auf den 11. Rang von 16 Mannschaften. Um weiterhin mithalten zu können, wurde deshalb in der folgenden Spielzeit der Kreis der Großmeister erweitert. Zu Alexei Schirow (ESP), Jewgeni Barejew (RUS), Jonathan Speelman (ENG), Nick de Firmian (USA), Dr. John Nunn (ENG), Lars Bo Hansen (DEN) und Jonny Hector (SWE) stießen die Weltklassespieler Michael Adams (ENG), Wladimir Jepischin (RUS), Julian Hodgson (ENG) und Simen Agdestein (NOR).
In der Saison 2000/2001 wurde der Lübecker SV daraufhin Deutscher Mannschaftsmeister und holte sich auch die Trophäe des Deutschen Mannschaftspokals. Diese Erfolge wurden in der Saison 2001/02 wiederholt. Zu dem Erfolgsteam stießen damals der Brite Stuart Conquest und der Spanier Francisco Vallejo Pons.
Für die Saison 2002/03 erfolgte eine weitere Umgestaltung. Evgeni Bareev beendete aus Zeitgründen sein Engagement in der Bundesliga und auch Francisco Vallejo Pons verließ die Mannschaft. Mit dem Russen Alexander Grischtschuk und den Franzosen Joël Lautier und Laurent Fressinet wurden Verstärkungen verpflichtet, die zur absoluten bzw. erweiterten Weltspitze gehörten. In der Saison 2002/2003 wurde erneut der Titel des Deutschen Mannschaftsmeister gewonnen – im Pokal war jedoch diesmal im Viertelfinale Endstation.

## Rückzug der 1. Mannschaft
Zur Saison 2003/2004 beschloss der Lübecker Schachverein, seine erste Mannschaft aus der ersten Liga zurückzuziehen. Die Gründe dafür lagen vor allem im finanziellen Bereich, beispielsweise bedingt durch die hohen Nebenkosten und mangelnden Vermarktungsmöglichkeiten der Heimkämpfe, da aufgrund des Austragungsmodus der Bundesliga nur zwei Heimspiele pro Saison möglich waren.
Seit 2006 spielen die Mannschaften des LSV von der 2. Bundesliga bis hinunter zur Bezirksklasse. Übrigens hat der LSV auch einen echten Weltmeister in seinen Reihen. Im Jahr 1998 siedelte IM Sergej Salov von Russland nach Lübeck über, der mehrfach den WM-Titel des Weltschachverbandes der Gehörlosen errang.